# Забір води з водних об'єктів
Забір води з водних об'єктів — забір води з відкритих водойм для технічних потреб чи водоспоживанняю
Розрізняють два різновиди — підрусловий і відкритий забір води з водних об'єктів.
При підрусловому методі відбір води відбувається нижче дна річки — «під руслом». Для цього в заплаві річки бурять свердловини глибиною 20 — 30 м і діаметром 300 мм, які проходять через шар піщаного ґрунту. Свердловини кріплять обсадними трубами і в них опускають водозабірні труби діаметром 200 мм. При цьому отримують систему сполучених судин  «річкасвердловина», розділену природним фільтром (шаром піщаного ґрунту). Вода з річки фільтрується через пісок і накопичується у свердловині. Приплив води зі свердловини форсується вакуум-насосом або водопідйомним насосом та подається на кущову насосну станцію (КНС).
При відкритому методі воду за допомогою насосів першого підйому відкачують із річки та подають на водоочисну станцію, де вона проходить цикл очищення та потрапляє у відстійник. У відстійнику за допомогою реагентів-коагуляторів частинки механічних домішок та сполук заліза виводяться в осад. Остаточне очищення води відбувається у фільтрах, де як фільтруючі матеріали використовують чистий пісок або дрібне вугілля.